# Spiez (stacja kolejowa)
Spiez – stacja kolejowa w Spiez, w kantonie Berno, w Szwajcarii. Znajdują się tu 3 perony.